# ماهندراپارواتا
ماهندراپارواتا (خمر: មហេន្ទ្របវ៌ត) شهری باستانی از دوران امپراتوری خمر در کامبوج است. وجود این شهر برای چندین دهه شناخته شده بود؛ اما بخش اعظم آن زیر پوشش جنگل و خاک پنهان مانده بود. سر انجام این شهر در سال ۲۰۱۲ توسط یک هیئت باستان‌شناسی به سرپرستی ژان-باپتیست شووانس و دمیان ایوانز با کمک فناوری اسکن لیزری هوایی به نام لیدار(LIDAR) کشف شد.

## ریشه‌شناسی
نام مهندراپارواتا به معنای «کوه ایندرای بزرگ» است. این نام از دو واژه سانسکریت مَهِندْرا (Mahendra، ایندرای بزرگ، لقبی برای خدای هندو ایندرا) و پارواتا (parvata، به معنی کوه) گرفته شده است و اشاره به مکان مقدس واقع در بالای تپه‌ای دارد که امروزه با نام «پنوم کولن» شناخته می‌شود. جایاوارمان دوم در سال ۸۰۲ میلادی به عنوان اولین پادشاه امپراتوری خمر در این مکان تاجگذاری کرد. این نام در کتیبه‌های معبد اک یوم در منطقه آنگکور نیز آمده است.

## مکان
ماهندراپارواتا در ۴۰ کیلومتری(۲۵مایلی) شمال مجتمع انگکور وات، ۴۵ کیلومتری (۲۸ مایلی) شمال سیم ریپ، در دامنه کوه پنوم کولن، در استان سیم ریپ قرار دارد.